# مانويل لويس مارتينيز
مانويل لويس مارتينيز (بالإسبانية: Manuel Luis Martínez)‏ (26 يونيو 1966)؛ روائي مكسيكي.

## الجوائز
- الجوائز الأميركية للكتاب